# 丰大业
亨利·维克多·丰大业（法語：Henri Victor Fontanier，1830年9月—1870年），是法国的外交官，在1870年的天津教案中被殺。

## 生平
豐大業的父親維克多·豐大業（1796-1857年）於1846年前往新加坡擔任法國領事，於1852年在聖瑪爾塔 (位於哥倫比亞北部)擔任法國領事，他都隨行。
他於1855年7月28日在中國學習翻譯；第二次鴉片戰爭期間於1860年擔任廣州英法「聯軍委員會」（Allied Commission）的翻譯。他於1863年6月2日任北京法國駐華公使第一位臨時翻譯，於1865年3月8日任北京法國駐華公使翻譯，於1869年1月11日任法國駐天津領事，於1869年2月3日成為二等領事。
1870年天津教案爆發時，他前往和驻天津的三口通商大臣崇厚交涉時，途中和相遇的天津示威民众發生肢體衝突並使他和他的秘書遭到击毙，随后天津群眾情緒失控，開始大規模焚毁育婴堂、法国领事馆、法英美教堂。